# Palais-Royal
Il Palais-Royal, insieme monumentale (palazzo, giardino, gallerie, teatro) a nord del palazzo del Louvre nel I arrondissement di Parigi, è un luogo importante della storia della Francia e della vita parigina. Fino al 1848 appartenne alla dinastia d'Orléans.
Al suo interno ospita il Consiglio di Stato ed il Consiglio costituzionale, oltre ad una sala della Comédie-Française chiamata Salle Richelieu. Nel 1830 la Cour d'Honneur venne chiusa a nord dal più famoso porticato ad arcate di Parigi, la cosiddetta Galerie d'Orléans, in seguito demolita. Dal 1986 il cortile principale del palazzo accoglie l'opera di Daniel Buren dal titolo Deux Plateaux, nota come Les Colonnes de Buren.
Dal 1994 è classificato come Monumento storico di Francia.

## Storia

Palais-Royal, Paris: 1. Ministère de la Culture - 2. Conseil constitutionnel - 3. Conseil d'État - 4. Comédie-Française - 5. Théâtre éphémère - 6. Colonnes de Buren - 7. Théâtre du Palais-Royal

### DalPalais-CardinalalPalais-Royal

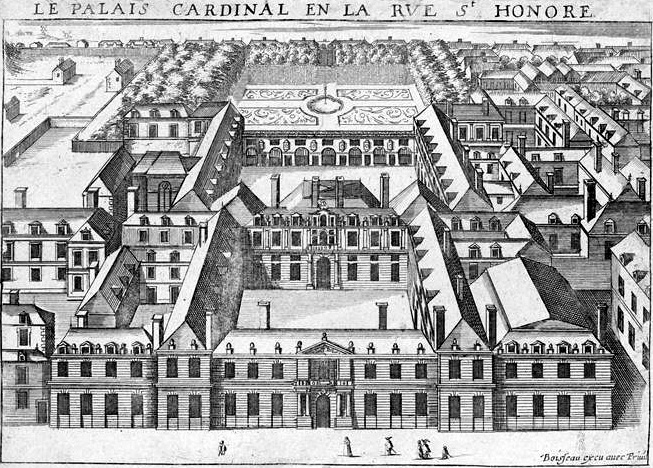
Il Palais-Cardinal (nel 1641 circa)

Il palazzo venne costruito sul terreno dove un tempo sorgeva l'hôtel de Rambouillet con un tratto delle Mura di Carlo V, per volere del Cardinale Richelieu (per questo motivo il palazzo fu inizialmente chiamato Palais Cardinal) come propria residenza personale a Parigi. Il progettista incaricato dei lavori, l'architetto Jacques Lemercier, iniziò i lavori di progettazione nel 1629, iniziando la costruzione nel 1633 e terminandola nel 1639.
Alla morte di Richelieu nel 1642, il palazzo passò in eredità al re ed allora acquisì il nome di Palais-Royal. Dopo la morte di Luigi XIII che avvenne l'anno successivo, il palazzo divenne residenza della regina madre Anna d'Austria e dei suoi giovani figli, Luigi XIV e Filippo, duca d'Angiò, che qui vissero con il consigliere di stato, il Cardinale Mazzarino.
Dal 1649, il palazzo divenne anche la residenza delle esiliate Enrichetta Maria e Enrichetta Anna Stuart, rispettivamente moglie e figlia del deposto re Carlo I d'Inghilterra. Le due erano fuggite dall'Inghilterra nel bel mezzo della Guerra civile inglese ed avevano cercato aiuto presso il nipote di Enrichetta Maria, re Luigi XIV.

### La residenza dei duchi di Orleans
Enrichetta Anna sposò in seguito il fratello minore di re Luigi, Filippo, duca di Orleans nella cappella del palazzo il 31 marzo 1661. L'anno successivo la nuova duchessa d'Orleans diede alla luce nel palazzo una figlia, Maria Luisa d'Orleans. Dopo il matrimonio dei due, il palazzo divenne la principale residenza della Casa degli Orleans dal momento che il re con la sua corte si era trasferito dapprima al Louvre e poi a Versailles reputando il palazzo troppo piccolo per le esigenze della corte e troppo al centro della caotica capitale, lasciandolo quindi al fratello.

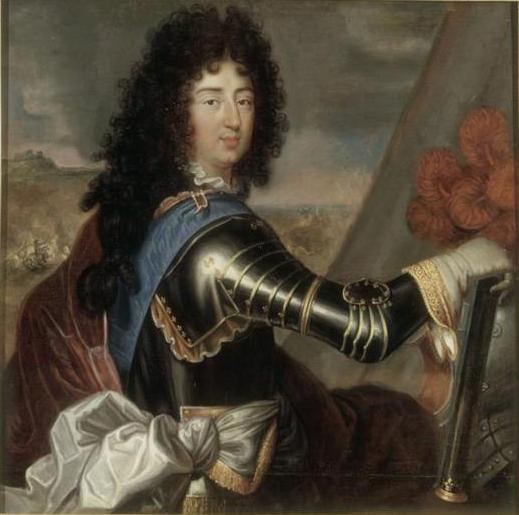
Filippo, duca di Orleans, fratello minore di Luigi XIV.

La nuova duchessa, si impegnò da subito per ammodernare la residenza creando splendidi giardini ornamentali che si disse fossero i più belli di tutta Parigi. Sotto la nuova coppia ducale proprietaria, il Palais-Royal divenne uno dei centri sociali più noti della capitale, essendo spesso sede di sontuosi balli di corte a cui era invitata solo la crème de la crème della società francese. Tra gli ospiti fissi di questi eventi era possibile notare alcune delle personalità principali dello scenario di stato dell'epoca come la regina madre Anna d'Austria, la duchessa di Montpensier, la principessa de Condé e la de Conti. Anche i favoriti di Filippo furono assidui frequentatori del palazzo.
Il palazzo venne ridecorato e vennero creati nuovi appartamenti da destinare alle servitrici ed allo staff della duchessa. Molte di quelle che poi divennero amanti e favorite di Luigi XIV si trovavano qui al servizio: Louise de La Vallière, che diede qui alla luce due figli del re nel 1663 e nel 1665, Françoise-Athénaïs de Montespan, che soppiantò Louise e Angélique de Fontanges, che fu al servizio della seconda duchessa d'Orleans.
Dopo la morte di Enrichetta Anna nel 1670 il duca si risposò con Elisabetta Carlotta del Palatinato che al contrario preferì risiedere al Castello di Saint-Cloud, facendo convergere verso questa opinione anche il successivo duca di Orleans, Filippo Carlo noto col titolo di duca di Chartres.

### Francesca Maria di Borbone, duchessa d'Orleans

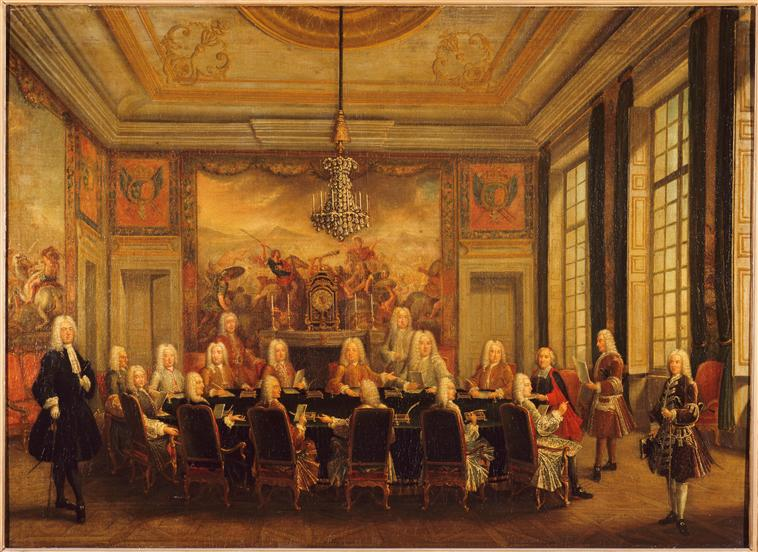
Il consiglio del duca d'Orleans col Cardinale Fleury al Palais-Royal: l'arazzo sullo sfondo, della tappezzeria Gobelins, mostra le insegne della casata degli Orleans

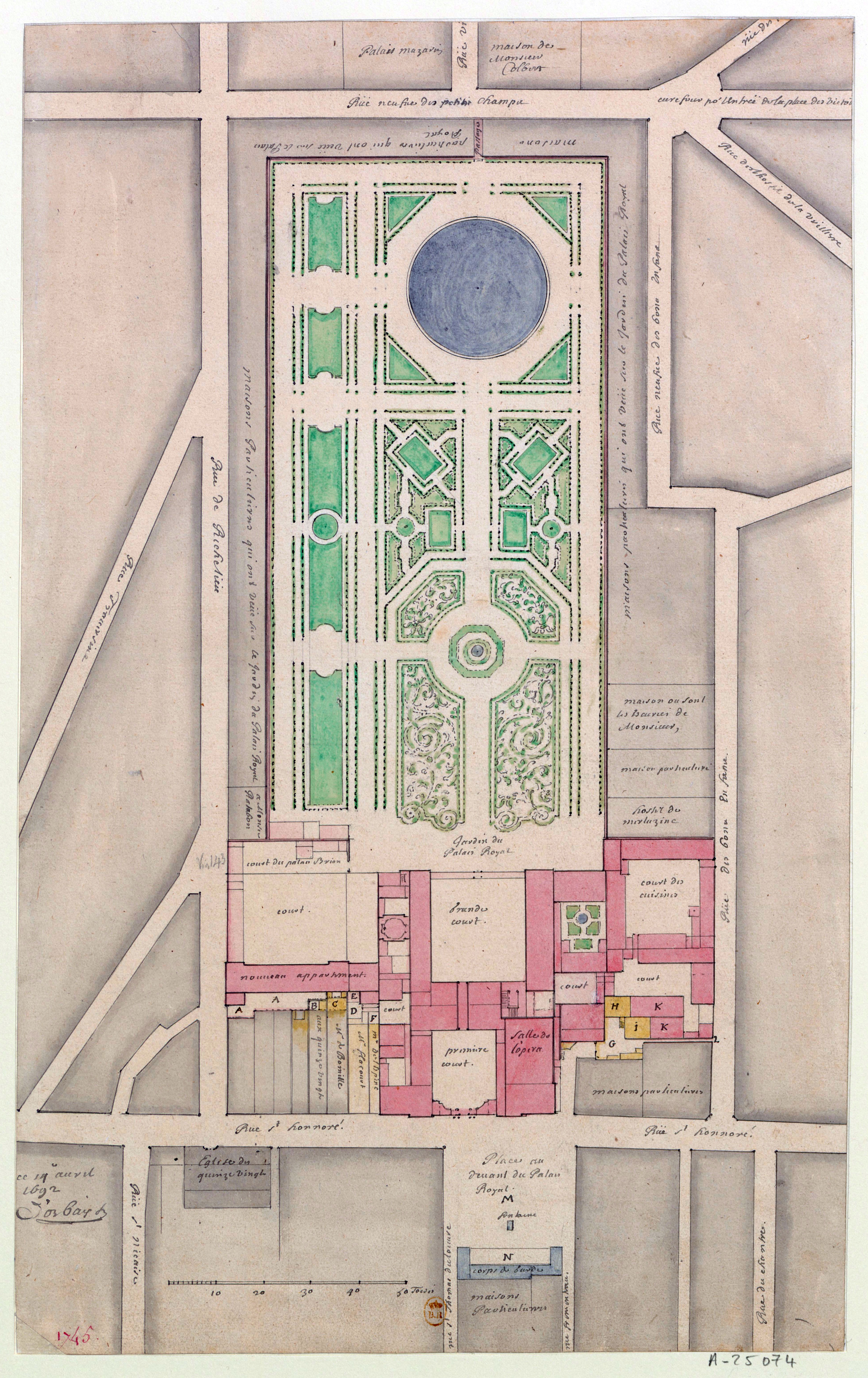
Mappa del palazzo realizzata da François d'Orbay, 1692

Nel 1692, in occasione del matrimonio del duc de Chartres con Francesca Maria di Borbone, mademoiselle de Blois, figlia legittimata di Luigi XIV e di madame de Montespan, il re decise di supportare i desideri degli Orleans nel voler migliorare ed ingrandire il palazzo.
Sfruttando la ricorrenza del matrimonio, vennero costruiti nuovi appartamenti e venne fornito un nuovo mobilio nell'ala est verso l'attuale rue de Richelieu. Fu in quest'occasione che Filippo diede commissione di realizzare una galleria per accogliere la famosa Collezione Orleans con dipinti famosi di inestimabile valore, che venne aperta poco dopo al pubblico. L'architetto incaricato dei nuovi lavori fu Jules Hardouin-Mansart, ed il costo totale della ricostruzione si aggirò attorno alle 400.000 livre. L'assistente di Hardouin-Mansart, François d'Orbay, realizzò una cartografia dettagliata del sito prima di intervenire e dopo gli interventi, affidando il disegno dei giardini al celebre architetto del verde André Lenôtre che stava operando anche alla Reggia di Versailles.
Dopo l'allontanamento di Madame de Montespan e l'arrivo del suo successore, Madame de Maintenon che fece pressione sul re per proibire ogni intrattenimento lascivo a Versailles, il Palais-Royal tornò nuovamente alla ribalta sociale. Quando il duca d'Orleans morì nel 1701, suo figlio divenne il nuovo capo della casata. I nuovi duca presero residenza al Palais-Royal e qui infatti nacquero due delle loro figlie, Carlotta Aglae di Borbone-Orléans, poi duchessa di Modena, e Luisa Diana di Borbone-Orléans, poi principessa di Conti.

### Il palazzo duranteLa Régenceed il regno di Luigi XV

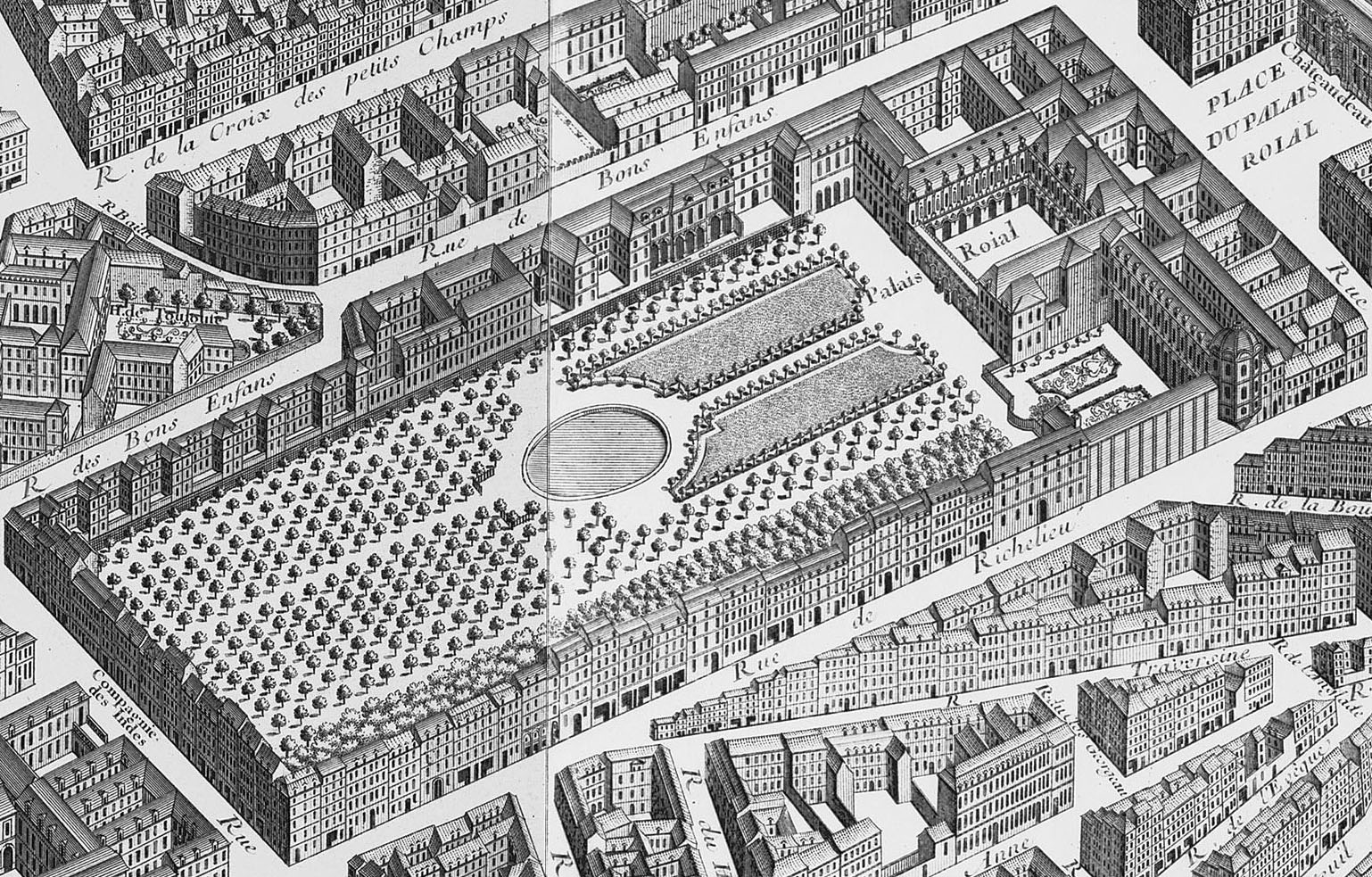
Il Palais-Royal e i suoi giardini nella mappa di Turgot del 1739. Il palazzo appariva ancora fronteggiato da una corte di ridotte dimensioni.

Alla morte di Luigi XIV nel 1715, questi venne succeduto dal suo pronipote di appena cinque anni. Il duca di Orleans divenne reggente per il giovane Luigi XV, ponendo le basi del governo della Francia proprio al Palais-Royal, mentre il giovane re continuò a vivere nel vicino Palazzo delle Tuileries.
Dopo la reggenza, la vita sociale del palazzo tornò ad ogni modo sottotono. Luigi XV, quando crebbe a sufficienza per governare autonomamente, spostò nuovamente la corte a Versailles e Parigi tornò ad essere ignorata. Lo stesso accadde quindi per il Palais-Royal: Luigi di Borbone-Orléans, che succedette al padre come duca d'Orleans, e suo figlio Luigi Filippo vissero prevalentemente a Saint-Cloud, che era rimasto perlopiù disabitato dalla morte della principessa palatina nel 1722.
Il Palais-Royal tornò alla ribalta con il matrimonio tra Luisa Enrichetta di Borbone che qui sposò Luigi Filippo nel 1743. Per l'occasione vennero infatti realizzati nuovi appartamenti (collocati in quella che attualmente è la sezione nord verso Rue-de-Valois) realizzati a metà del secolo dall'architetto Pierre Contant d'Ivry. La duchessa morì all'età di soli 32 anni nel 1759.

### Il palazzo durante la proprietà di Luigi Filippo II d'Orleans
Alcuni anni dopo la morte di Luisa Enrichetta, suo marito segretamente sposò la sua amante, la marchesa di Montesson, e la coppia decise di prendere residenza la Castello di Sainte-Assise dove il duca morì nel 1785.
Nel 1785, Luigi Filippo II di Borbone-Orléans succedette così a suo padre come capo della casata d'Orleans. Questi era nato al castello di Saint-Cloud ma successivamente si era trasferito al Palais-Royal con la moglie e qui aveva preso residenza stabile grazie anche alle copiose sostanze portate in dote dalla moglie Luisa Maria Adelaide di Borbone che aveva sposato nel 1769. Il figlio primogenito della coppia, Luigi Filippo III d'Orleans nacque in questo palazzo nel 1773.
Luigi Filippo II a partire dal 1780 prese possesso pienamente del palazzo, espandendo e ridisegnando l'intero complesso degli edifici e dei giardini tra il 1781 ed il 1784. Nel 1784, vennero realizzate strutture per il commercio, sedi di botteghe e luoghi di intrattenimento. Sebbene il corps de logis rimase residenza privata degli Orleans, le arcate che circondavano i suoi giardini si arricchirono di ben 145 negozi, caffè, saloni, parrucchieri, librerie, musei e chioschi di bevande e rinfreschi. Il palazzo tornò così nuovamente al centro dell'attenzione della vita sociale di Parigi, divenendo uno dei centri commerciali della capitale. Esso era infatti frequentato dall'aristocrazia, dalla borghesia e dal popolo, vivendo le contraddizioni delle grandi discussioni letterarie e culturali unite alle iniziative estroverse dei debosciati (fu un noto luogo di ritrovo per prostitute) oltre che di attivisti della massoneria.

### La costruzione dei teatri delPalais-Royal

Pianta del Palais-Royal col teatro sull'ala ovest (Blondel, Architecture françoise, 1754)

Il Palais-Royal conteneva già da diverso tempo uno dei più importanti teatri pubblici di Parigi, posto nell'ala ovest verso rue Saint-Honoré (su un sito posto presso l'attuale rue de Valois). Il primo teatro costruito in loco venne realizzato tra il 1637 ed il 1641 su disegno dell'architetto Lemercier e divenne inizialmente col nome di Salone del Palais-Cardinal. Questo teatro fu una delle sedi principali della troupe di Molière dal 1660, quando già esso era divenuto il Théâtre du Palais-Royal. Dopo la morte di Moliere nel 1673 il teatro venne concesso a Jean-Baptiste Lully che lo utilizzò come sede per la sua Académie Royale de Musique (il nome ufficiale dell'Opera di Parigi all'epoca).

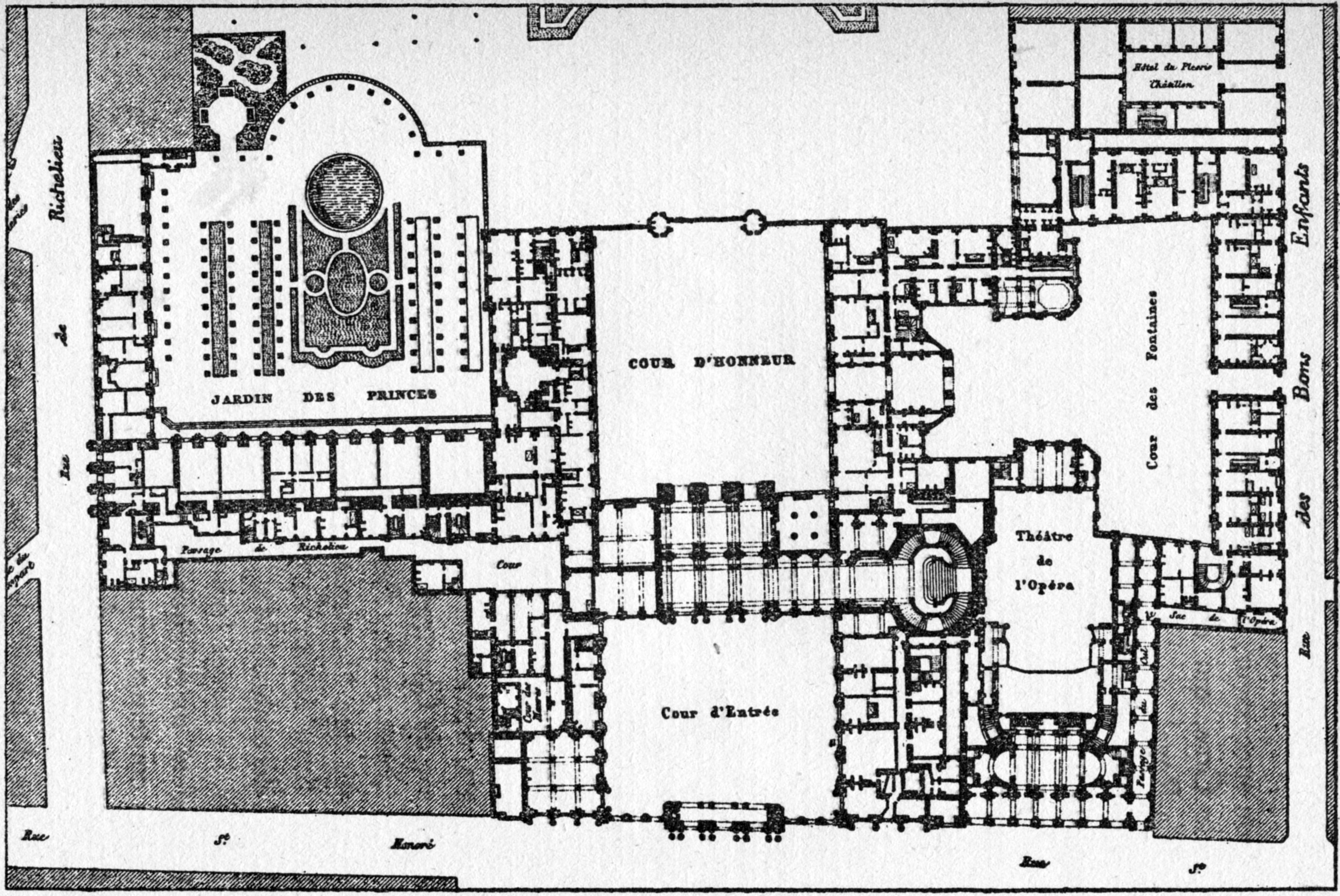
Pianta del 1780 del Palais-Royal con l'opera di Moreau (1770–1781)

Il teatro dell'Opera venne distrutto da un incendio nel 1763 e venne pertanto ricostruito su disegno dell'architetto Pierre-Louis Moreau Desproux in un luogo di poco ad est del sito originario (dove attualmente si trova rue de Valois) e riaperto al pubblico nel 1770. Questo secondo teatro continuò ad essere utilizzato come sede dell'Opera parigina sino al 1781, quando venne nuovamente distrutto da un incendio, ma questa volta non venne ricostruito.

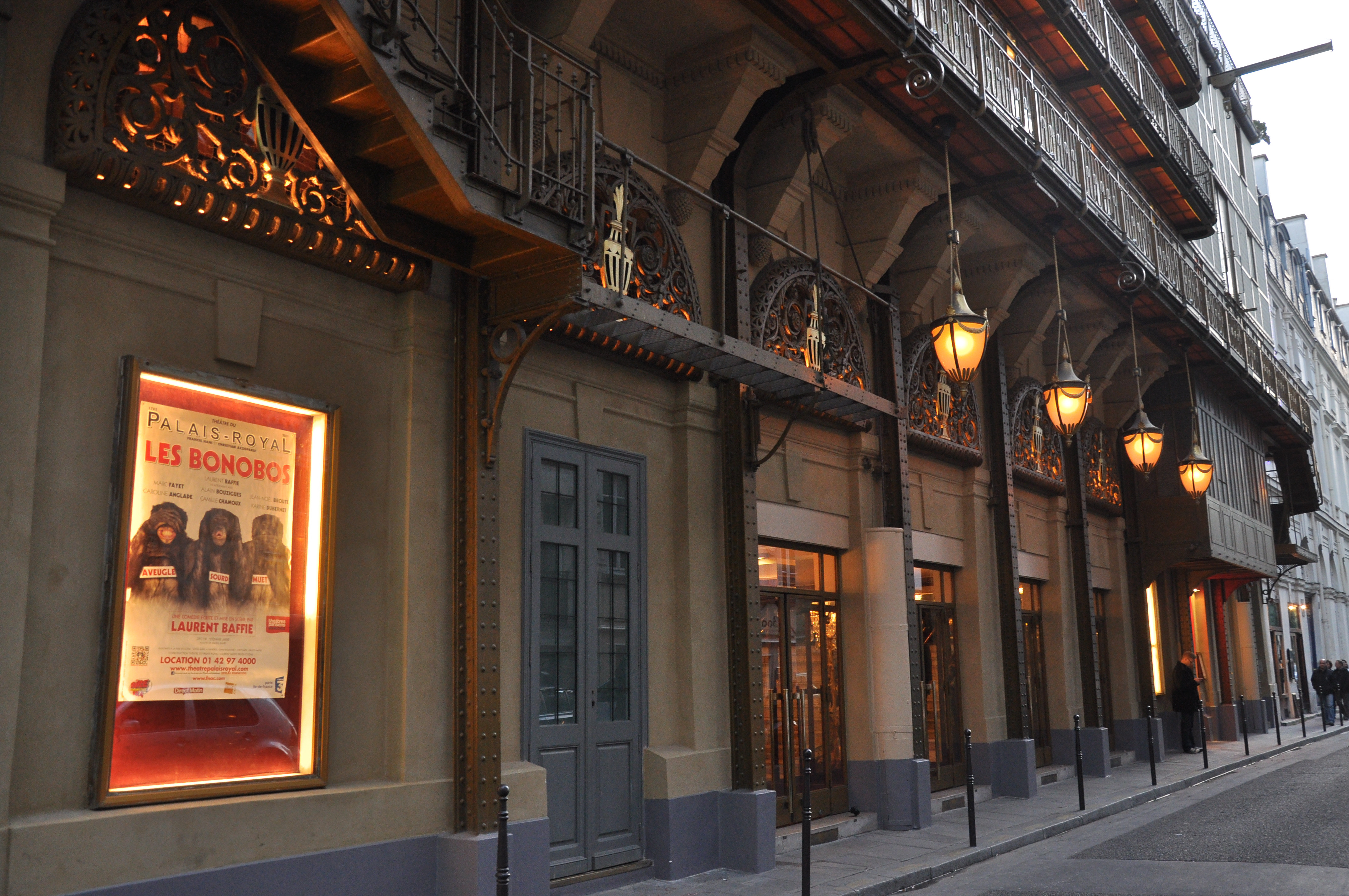
L'attuale Théâtre du Palais-Royal, disegnato originariamente da Victor Louis nel 1784 e costruito solo nel 1880 da Paul Sédille.

Su richiesta di Luigi Filippo II, vennero costruiti poco dopo due nuovi teatri per il Palais-Royal. Entrambi vennero progettati Victor Louis, architetto che disegnò anche le gallerie per il complesso. Il primo teatro, che aprì ufficialmente il 23 ottobre 1784, era un teatro delle marionette ed era posto nei giardini, all'intersezione della Galerie de Montpensier con la Galerie de Beaujolais.
Noto inizialmente col nome di Théâtre des Beaujolais, divenne poi Théâtre Montansier dopo che Victor Louis lo ampliò per recitarvi opere più ampie. Successivamente, con l'inizio dei tumulti politici della Rivoluzione francese, il teatro divenne noto con molti altri nomignoli. Nel 1812 venne convertito in caffè teatro, ma nel 1831 venne riaperto ancora una volta solo come teatro, acquisendo il nome di Théâtre du Palais-Royal, con cui è noto ancora oggi.

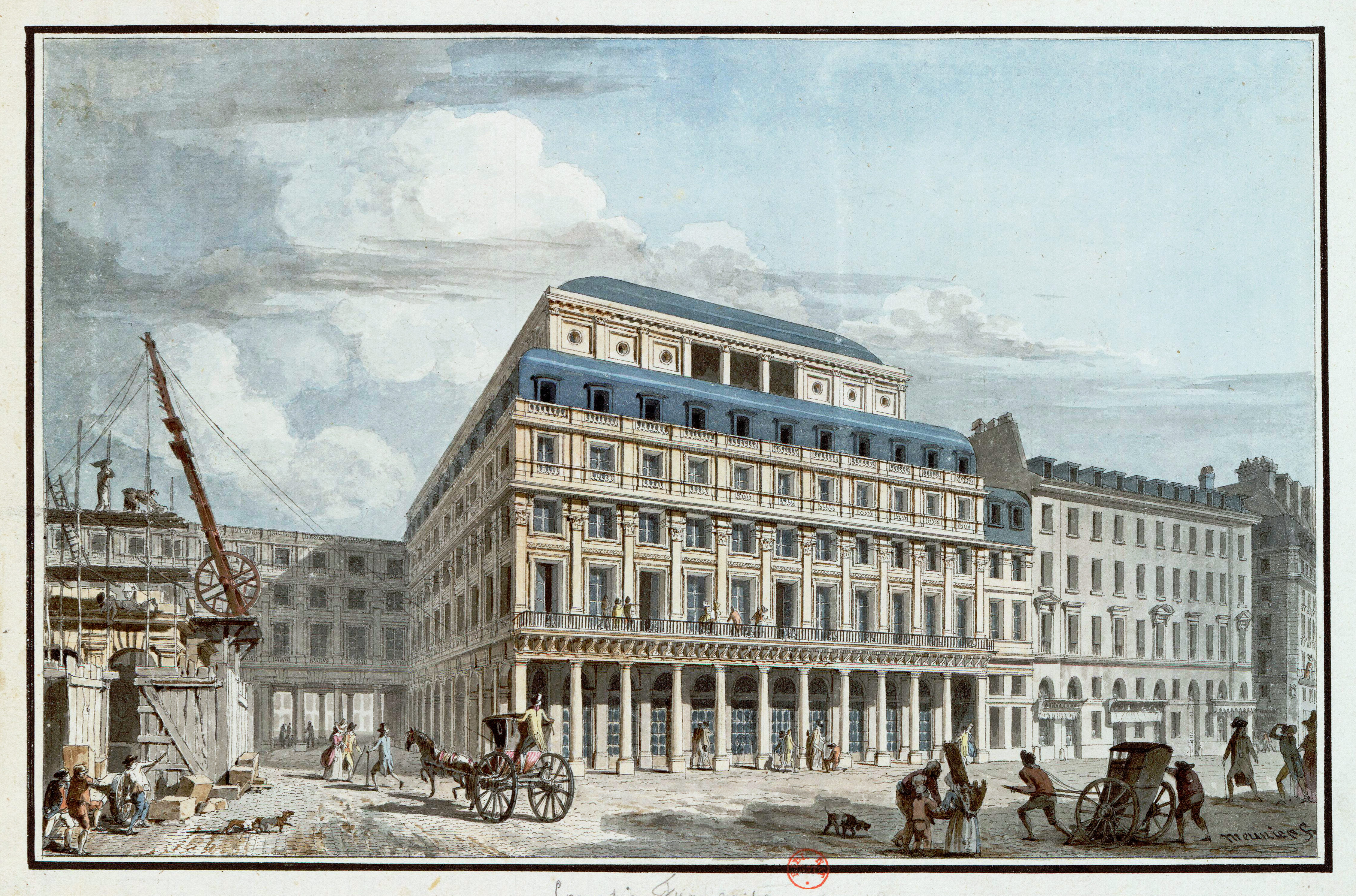
Il teatro poi divenuto la Comédie-Française, disegnato da Victor Louis (1786–1790)

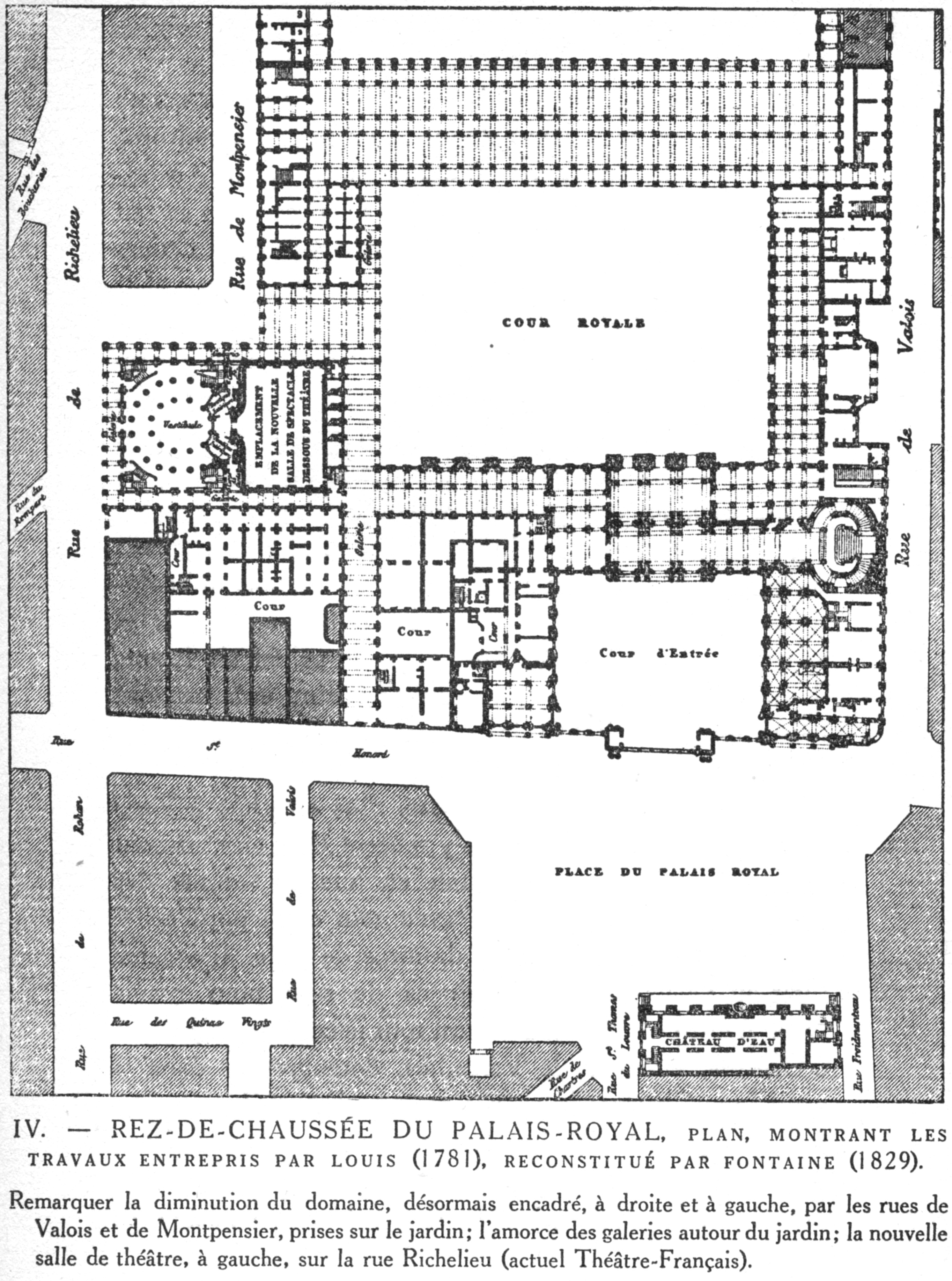
Il Palais-Royal (1790 circa) con il secondo teatro di Victor Louis e la rue de Valois a rimpiazzare l'opera di Moreau

Il secondo teatro voluto da Luigi Filippo II era di dimensioni maggiori rispetto al primo e si trovava nell'angolo sud-ovest del complesso del palazzo, su rue de Richelieu. Esso venne inteso dalle sue origini come teatro dell'opera, ma molte compagnie si rifiutarono di recitarvi disponendo già di altre sedi, sino a quando l'offerta non venne rivolta al Théâtre des Variétés-Amusantes, già in boulevard du Temple. Questa compagnia cambiò il nome della struttura in Théâtre du Palais-Royal il 15 dicembre 1789, e quando questo venne completato il 15 maggio 1790 vi si installò in maniera stabile. Il 25 aprile 1791 la fazione anti-realista della Comédie-Française, guidata da François-Joseph Talma, lasciò il teatro della compagnia e si spostò in rue de Richelieu, cambiando il proprio nome di Théâtre Français de la rue de Richelieu. Con la fondazione della Prima Repubblica francese nel settembre del 1792, il teatro del nome venne nuovamente cambiato in Théâtre de la République. Nel 1799 gli attori che si erano divisi in due compagnie, si riunirono al Palais-Royal ed il teatro divenne ufficialmente noto col nome di Comédie-Française o Théâtre-Français, nomi che conserva tutt'oggi.

### Palais de l'Égalitée la Rivoluzione

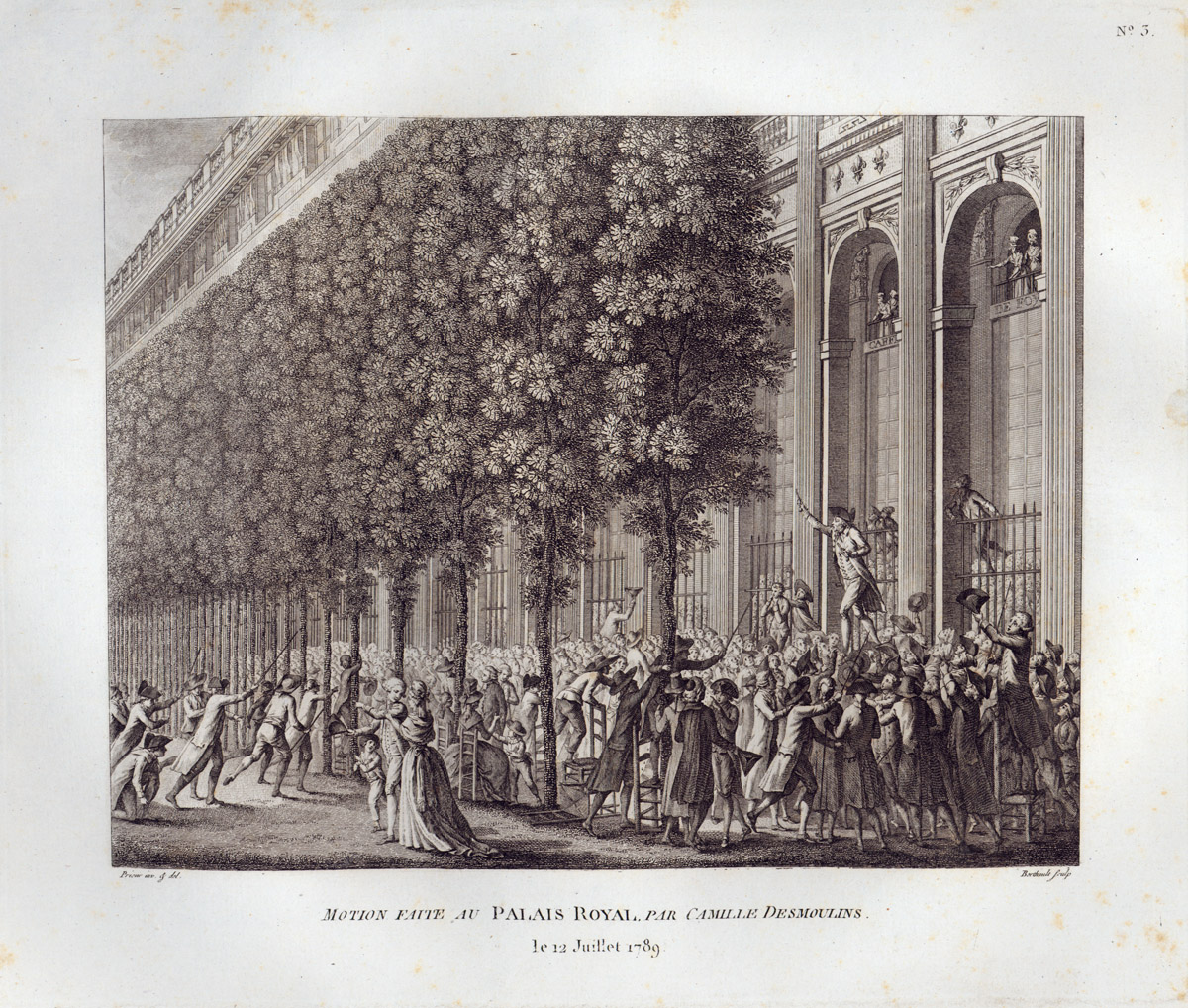
Camille Desmoulins arringa la folla davanti al Palais-Royal.

Durante il periodo della Rivoluzione francese, Filippo d'Orleans divenne noto col nome di Philippe Égalité e la sua stessa residenza parigina divenne nota col nome di Palais de l'Égalité, dal momento che durante la fase più radicale della rivoluzione, egli si era reso particolarmente popolare a Parigi aprendo i giardini ed il palazzo a tutti i parigini e impiegando l'architetto neoclassico Victor Louis nella ricostruzione delle strutture attorno ai giardini del palazzo, facendo circondare i giardini da un colonnato regolare costellato di piccole attività (in una di queste Charlotte Corday comprò il coltello che poi utilizzò per pugnalare a morte Jean-Paul Marat).
Fu durante questo stesso periodo che qui venne aperto lo storico ristorante "Le Grand Véfour" che ancora oggi li si trova. Nel 1786, venne posizionato un cannone per il segnale orario del mezzogiorno in cima al palazzo: posto sul primo meridiano di Parigi, il meccanismo si attivava automaticamente grazie alla concentrazione dei raggi solari all'azimut tramite l'uso di una lente che concentrava i raggi stessi verso la miccia del cannone, attivandone il funzionamento a salve. L'abate Delille disse del palazzo in quest'epoca ironizzando proprio su questo segnale orario disapprovato da molti per la sua rumorosità:
Ni champs, ni prés, ni bois, ni fleurs.
Et si l'on y dérègle ses mœurs,
Au moins on y règle sa montre»
(abate Delille, Les jardins ou l'art d'embellir les paysages)
Si dice che il Marchese de Sade faccia più volte riferimento al palazzo nel suo La filosofia nel boudoir (1795) come luogo di prolifici pamphlet.
Durante il periodo della rivoluzione, il palazzo fu teatro di almeno due eventi importanti per lo sviluppo della rivolta:
- L'episodio del 12 luglio 1789 in cui Camille Desmoulins, non appena udito del licenziamento di Necker chiamò i parigini all'insurrezione. La cavalleria per tutta risposta caricherà la folla in piazza Luigi XV e la reazione di difesa dei parigini li porterà alla Presa della Bastiglia due giorni dopo.
- L'episodio del 20 gennaio 1793, dove il montagnardo Louis-Michel Lepeletier de Saint-Fargeau, che aveva votato per la morte del re, fu assassinato da un monarchico in una delle sale del ristorante locale, tra gli attuali numeri civici 114 e 118. Divenne uno dei martiri della rivoluzione assieme a Marat e a Chalier.

Con l'abolizione della monarchia e la proclamazione della repubblica francese, il 2 aprile 1793 il duca d'Orleans venne arrestato nel palazzo col figlio più giovane. Il 6 novembre successivo, giorno della sua esecuzione, il palazzo divenne proprietà dello stato che gli diede l'asettico nome di Palais du Tribunat. Il cortile continuò ad essere garantito ai negozianti che sino a quell'epoca lo avevano sfruttato, ma il moralismo di Robespierre lo portò ad un "risanamento" generale della struttura, evitando il gioco d'azzardo e la prostituzione.
Dopo la caduta di Robespierre, il palazzo divenne uno dei principali centri di opposizione alla Convenzione Nazionale. Il Consiglio di Stato decise di vendere il palazzo, ma il Consiglio dei Cinquecento preferì dapprima venderne l'arredamento interno e poi affittarne gli spazi interni come appartamenti singoli.

### La restaurazione borbonica
Nel 1814, dopo l'abdicazione di Napoleone Bonaparte il palazzo fu restituito a Luigi Filippo, duca d'Orleans, tornato dalla Sicilia.

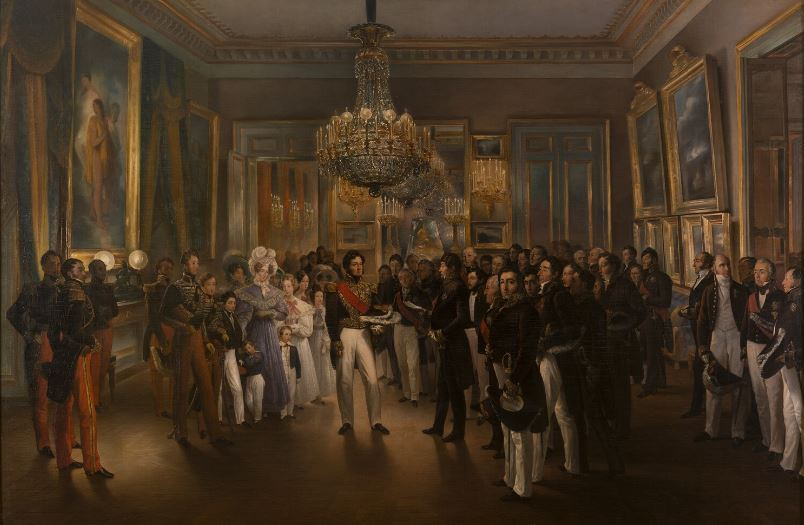
Luigi Filippo riceve a palazzo i rappresentanti della Camera dei Pari nel 1830

Dopo la Restaurazione dei Borboni, al Palais-Royal trovò impiego il giovane Alexandre Dumas nell'ufficio del potente duca d'Orleans, che nel 1830 divenne re. Durante la Rivoluzione del 1848, la folla di Parigi irruppe al Palais-Royal e rovesciò il governo di Luigi Filippo, saccheggiando le sale del palazzo, bruciando e riducendo in pezzi molti dipinti, oggetti d'arte e mobili che vi erano conservati.
Tornato ancora una volta sotto il dominio dello stato francese, divenne noto col nome di Palais National.
Luigi Napoleone Bonaparte, come presidente della rinata repubblica francese, dedicò il palazzo alle mostre artistiche tenendone ben due, una nel 1850 ed una nel 1852. Divenuto imperatore dei Francesi, mise il palazzo a disposizione dello zio Girolamo Bonaparte, fratello minore del celebre Napoleone, e da allora il palazzo divenne residenza ufficiale di quel ramo collaterale della famiglia Bonaparte. Alla morte del principe, il palazzo passò a Napoleone Giuseppe Carlo Paolo Bonaparte, generale e cugino dell'imperatore Napoleone III.

### Il Palais Royaloggi

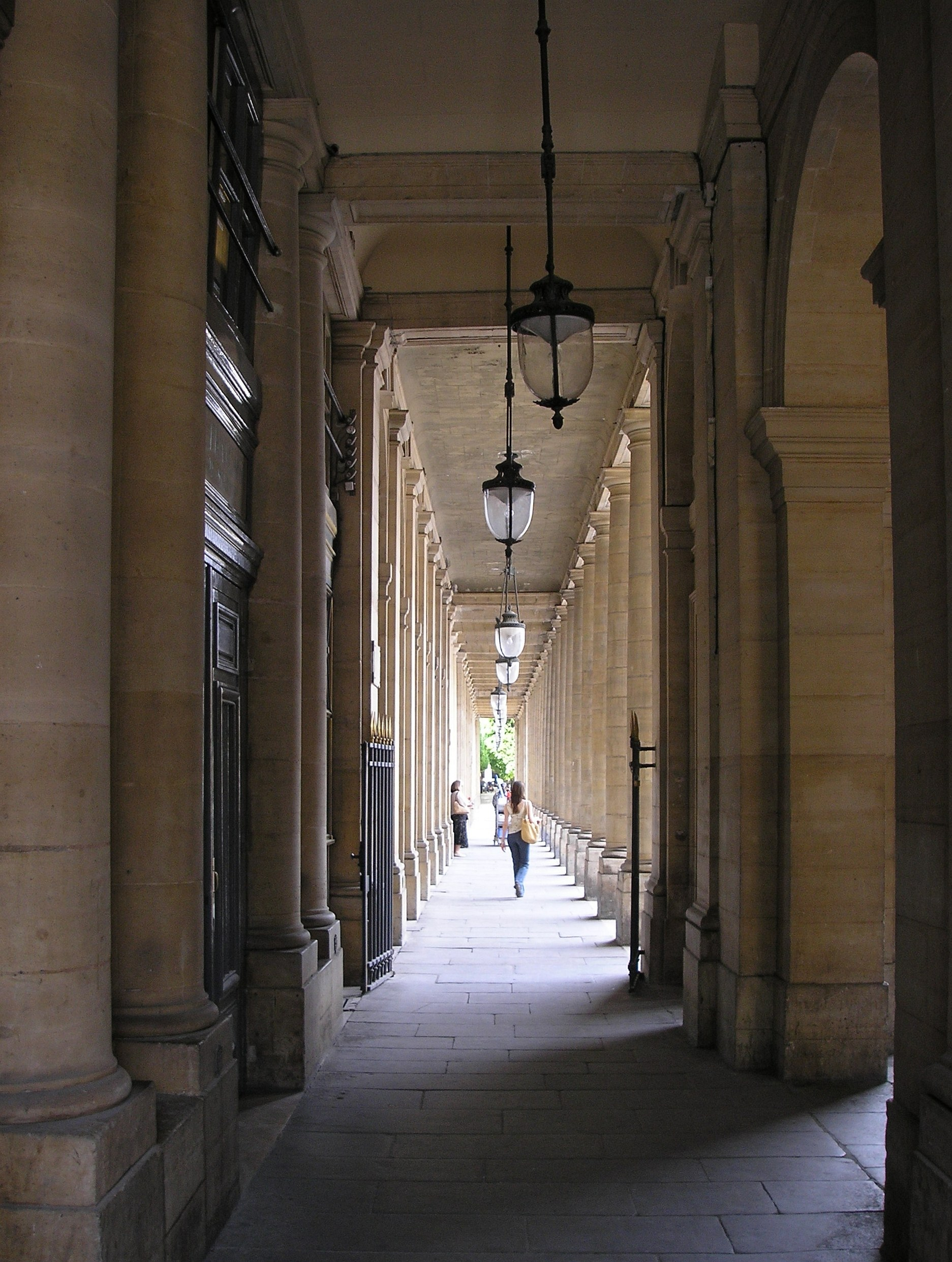
Uno dei colonnati dei giardini del Palais-Royal

Oggi il Palais-Royal ospita il Consiglio di Stato ed il Consiglio costituzionale francese, oltre ad una sala della Comédie-Française chiamata Salle Richelieu. Nel 1986 nel cortile del palazzo fu installata un'opera dell'artista concettuale Daniel Buren: una serie di colonne disposte in un'area di 3.000 metri quadrati. L'opera, denominata Les Deux Plateaux (ma meglio conosciuta come Le Colonne di Buren), aprì un acceso dibattito sull'integrazione tra arte antica e moderna.
I giardini, molto ben curati, sono aperti al pubblico e possono liberamente essere visitati. Per arrivare al Palais-Royal bisogna prendere le linee 1 e 7 della metropolitana e scendere alla fermata Palais Royal - Musée du Louvre.

## Gli anni delle follie alPalais-Royal

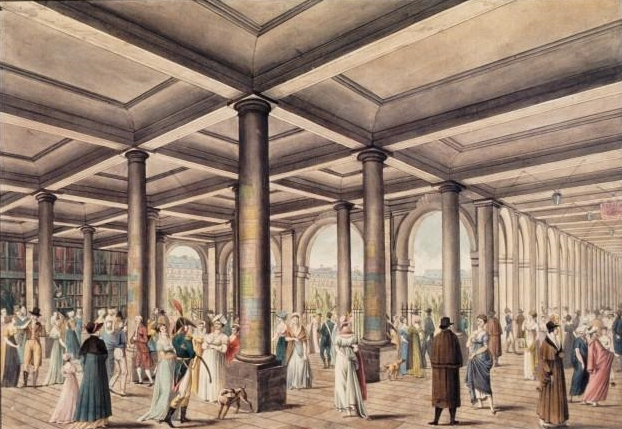
Il Palais-Royal nel 1800.

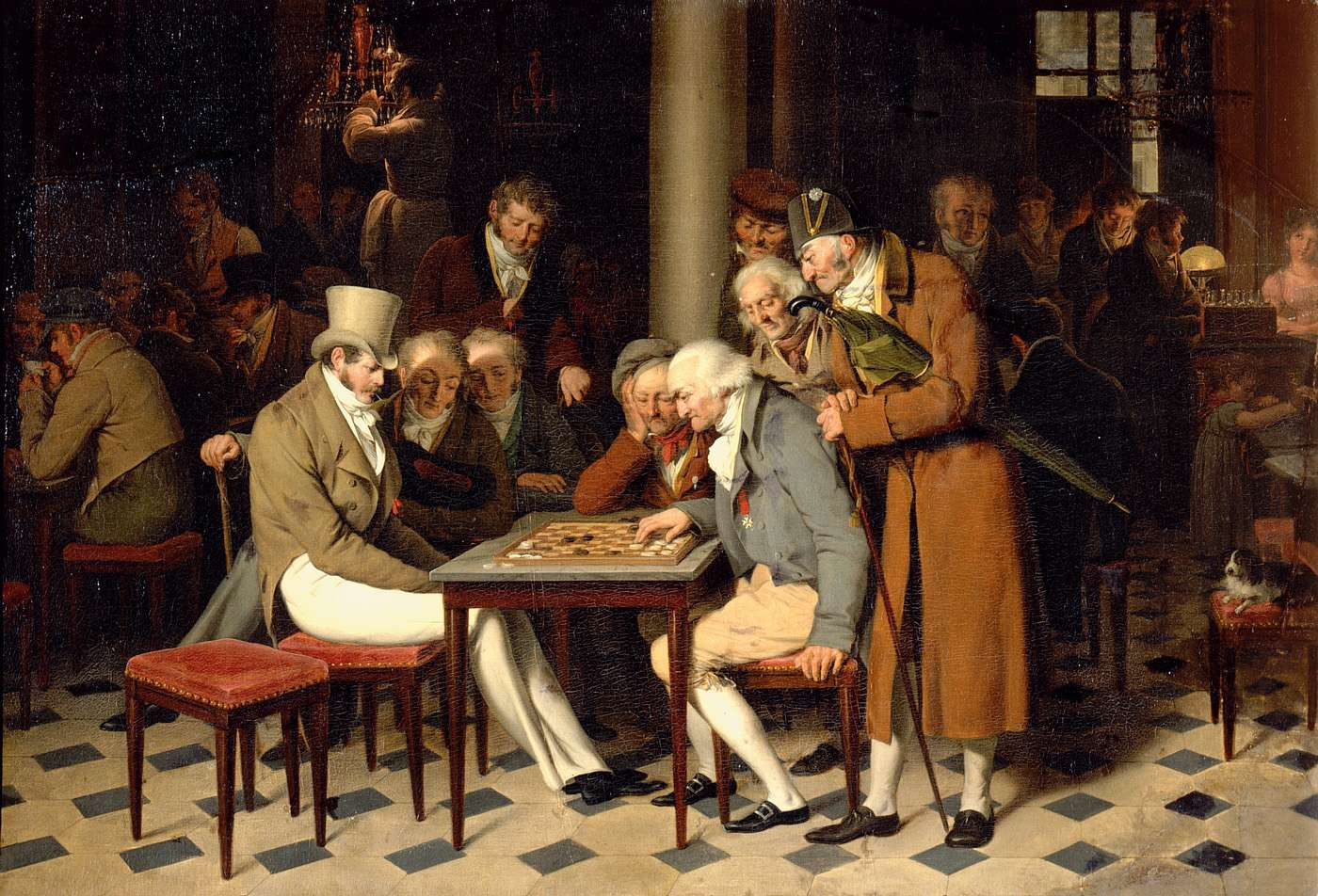
Interno di un caffè al Palais-Royal (dipinto di Louis Léopold Boilly).

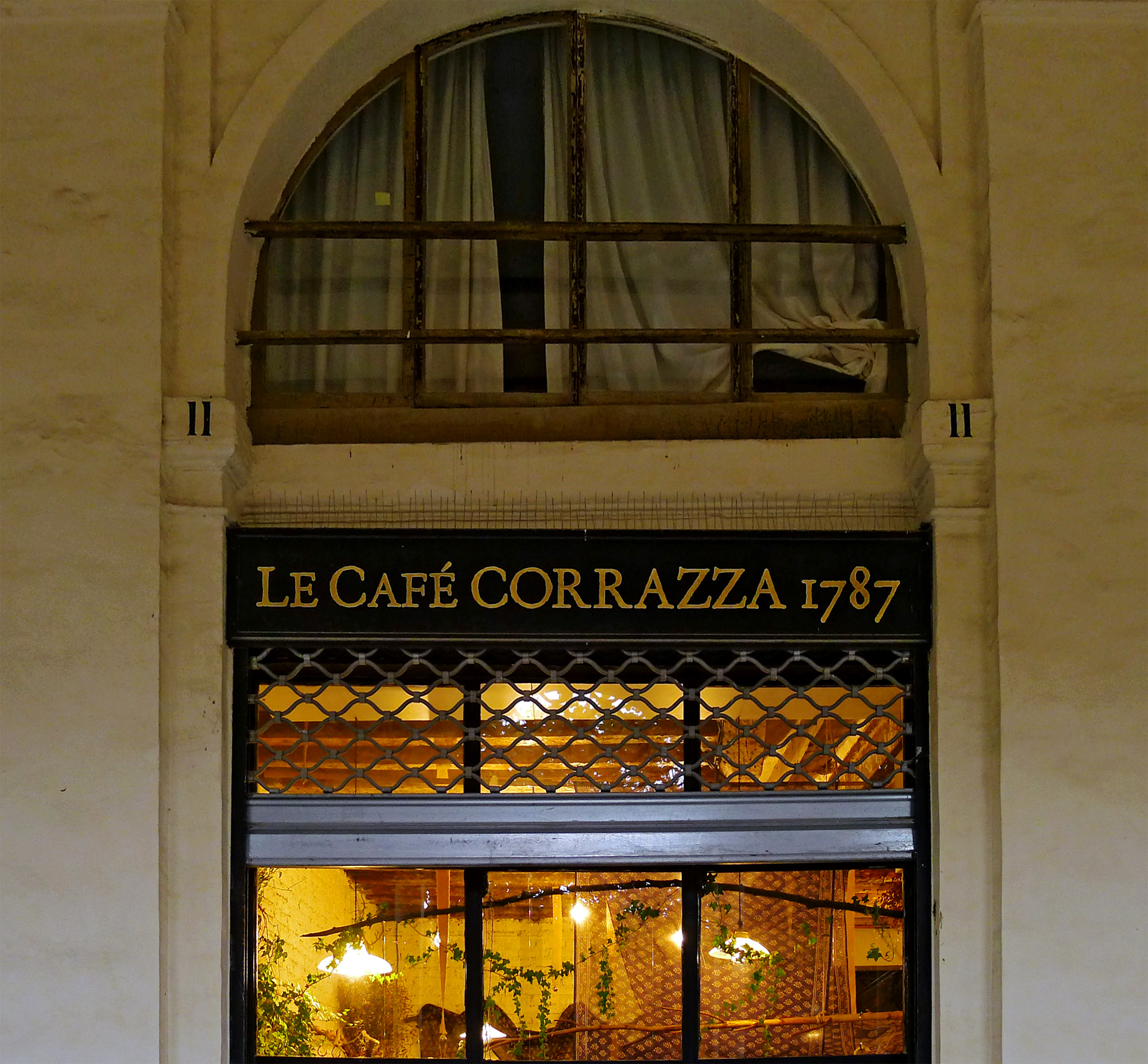
Il caffè Corrazza presso la galerie de Montpensier, aperto nel 1787

«Tutto ciò che è possibile trovare a Parigi si trova al Palais-Royal», così scriveva lo storico russo Nikolaj Michajlovič Karamzin nel 1790), mentre Étienne-Léon de Lamothe-Langon nel suo La Province à Paris del 1825 scrisse: «Parigi è la capitale della Francia, il Palais-Royal è la capitale di Parigi. ». Il Palais-Royal era infatti una tappa obbligatoria per gli stranieri e i provinciali in visita a Parigi. Le distrazioni e gli intrattenimenti presenti in questo luogo dalle riforme volute da Philippe Egalité erano infatti delle più varie:
- Gli spettacoli

La storia moderna della Comédie-Française iniziò proprio al Palais-Royal con la costruzione del nuovo teatro locale costruito su progetto di Victor Louis. La compagnia del 1791, guidata da Talma e dai suoi amici, portò ad una rottura della troupe per ragioni politiche sino al 1799 quando le compagnie si riunirono nuovamente. Il teatro Montansier (futuro théâtre du Palais-Royal), ricostruito da Victor Louis, contava 1300 posti e tre palchi. Il suo foyer era particolarmente animato. Il Palais-Royal vide fiorire una profusione di numerosi divertimenti e di teatri minori, tra cui ad esempio il Théâtre de Séraphin che attirava gente da tutto il mondo per i suoi particolarissimi spettacoli di ombre cinesi. Anche quello delle marionette era un genere particolarmente apprezzato. Curtius presentò nelle sale del palazzo la sua collezione di statue di cera ispirate ai personaggi celebri del momento. Ogni giorno nei giardini si riunivano dalle cento alle duecento persone per assistere allo spettacolo del segnale orario del mezzogiorno. Tra gli artisti più apprezzati si ricorda Dumaniant.
- I ristoranti e i caffè

I ristoranti, con raffinati menù e tavoli singoli (separati dalla locanda propriamente detta), nacquero già sotto l'Ancien Régime come esercizi stabili al Palais-Royal e si moltiplicarono nelle nuove gallerie progettate da Victor Louis. Vi si trovano ancora oggi i caffè più celebri d'Europa come "Very" (nº 83-85), "Le Grand Véfour" (nº 79-82), "les Frères provençaux" (nº 96-98), ma anche locali più alla mano per tasche più modeste. Tra i café più noti vi è indubbiamente il Mille Colonnes (nº 36) che, oltre ad interni lussuosi, venne aperto nel 1807 e da subito si specializzò nella sua celebre Belle Limonadière, una limonata particolarmente gustosa, il "café de Foy" (nº 56-60) davanti al quale Camille Desmoulins lanciò la sua famosa frase «aux armes» ("alle armi!"), il "café Lamblin" (nº 100-101), luogo di incontro degli ufficiali dell'Impero così come dei nostalgici napoleonici durante la Restaurazione, il "café Valois", frequentato da realisti, il "café de la Rotonde" (nº 89-92) che ottenne da Cambacérès l'autorizzazione di creare appunto una rotonda presso il giardino per la clientela, il "café des Aveugles" (nº 99-102) un café-caveau sotterraneo con tanto di orchestra, il "café Corrazza" (nº 9-12) noto luogo di incontro di giacobini, frequentato anche da Napoleone Bonaparte, il "café Borel" (nº 114) col suo proprietario ventriloquo che attirava i curiosi.
- Le boutiques

Per il commercio, il successo del Palais-Royal risiedeva essenzialmente nell'abbondanza e nella varietà delle merci proposte al pubblico. La densità delle boutiques era incredibile: presso il palazzo avevano sede in totale 400 attività. Vi si trovavano negozi di articoli di lusso, soprattutto gioiellerie e orologerie, ma anche sartorie, librerie e molto altro come mercanti di stampe e pubblicazioni licenziose. L'installazione della bourse de commerce nel 1816 portò qui anche le personalità della vita finanziaria parigina e quanti erano legati strettamente al mercato come istituti di cambio e di credito.
- Il gioco

Il Palais-Royal fu soprattutto un casinò: creps, passe-dix, trente-un, biribi prosperarono ai numeri 9, 14, 18, 33, 113, 129, 154, senza comprendere i venti tavoli de le Cirque. La più celebre casa da gioco era posta al numero 113 che possedeva otto sale con sei tavoli da roulette. Al nº 154 si trovava la famosa "table d'or" così chiamata perché vi si giocavano solo somme forti, pagate appunto in oro e non in carta moneta. Presso una di queste sale avviene l'evento chiave de La Comédie humaine di Raphaël de Valentin. Louis Verron dedicò l'intero dodicesimo capitolo del suo Mémoires d'un bourgeois de Paris a raccontare le sue avventure al gioco presso il Palais-Royal nel 1818.
- La prostituzione

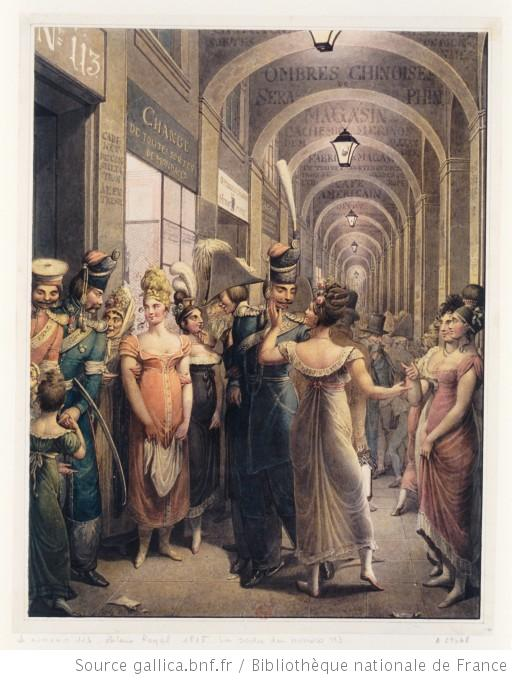
La prostituzione al Palais-Royal nel 1815 (Opiz).

Tutto il denaro circolante al Palais-Royal non poteva che attirare l'attenzione del mondo della prostituzione e delle ragazze di facili costumi: «È soprattutto la sera - scriveva Berthier de Sauvigny quando le luci si fanno soffuse, che il Palais-Royal riprende la sua anima caratteristica; è in quel momento che le ragazze escono dalle loro abitazioni e si mescolano tra la folla alla ricerca di clienti.» I clienti abituali si trovavano nei cafés-caveaux che erano molto alla moda durante il Primo Impero francese e durante i primi anni della Restaurazione. Un acquerello di Opiz mostra degli ufficiali d'esercito alla fine del 1815 intenti a discutere le tariffe con alcune di queste ragazze davanti alla casa di gioco posta al nº 113 (il celebre feldmaresciallo Blücher, una volta giunto a Parigi con le truppe occupanti, si dice si sia recato al Palais-Royal e che in una sola sera vi abbia perso più di 1 milione e mezzo di franchi).
La spinta moralizzatrice dapprima contro il gioco d'azzardo (1822) e poi contro la prostituzione voluta dallo stesso Luigi Filippo (1836) portarono lentamente alla scomparsa di questo mondo e degli anni delle follie a palazzo.